# Bernard Zoubek ze Zdětína
Bernard Zoubek ze Zdětína byl moravský prelát, právník a teolog, krátce olomoucký biskup. Pocházel z rodu rytířů Zoubků ze Zdětína.

## Životopis
Bernard Zoubek se podle Paprockého narodil v rodině rytíře Jana ze Zdětína († 1500) a jeho manželky Anny z Bobolusk, měl šest sourozencůː čtyři sestry a dva bratry Jiřího Jana a Jáchyma.
Studoval v Itálii na univerzitách v Bologni a v Perugii, kde si osvojil rozsáhlé vzdělání. Stal se doktorem obojího práva. Roku 1516 byl zvolen kanovníkem kroměřížské kapituly a roku 1519 ještě kanovníkem olomouckým a brněnským. 
V letech 1525 – 1530 byl scholastikem olomoucké kapituly. V roce 1528 se v jedné listině připomíná ve funkcích scholastika, kanovníka i oficiála.  
Od 3. listopadu 1530 zastával také úřad děkana olomoucké kapituly. Jako „doktor Bernart děkan“ je titulován ve smlouvě ze 17. září 1531, kterou on a jeho bratři uzavřeli s kartuziánským klášterem v Olomouci. Touto smlouvou si s klášterem vyměnili své dva poddané (dvořáky) v Doloplazích na Hané a jednoho dvořáka ve Vrbátkách za dvořáka a zahradníka v Haňovicích u Litovle.
Později Bernard zastával úřad generálního vikáře. 
K jeho zvolení olomouckým biskupem došlo 17. května 1540. 23. června vydal list, jímž svolával roztroušené kanovníky ke své první  kapitule. Avšak ještě předtím, než bylo do Olomouce doručeno papežské potvrzení jeho volby, Bernard 12. března 1541 na zámku v Kroměříži zemřel. 
Pohřeb se konal v Olomouci, kde je také v katedrále sv. Václava pohřben.

## Rod Zoubků ze Zdětína
Rodokmen byl vysledován od roku 1385. Poslední svého rodu byla Kateřina Alžběta Zoubková ze Zdětína (1593-15.7.1663), která svou závětí z roku 1635 odkázala panství jezuitům a byla tak fundátorkou jezuitského kostela s klášterem v Uherském Hradišti. 

### Erb
Zoubkové ze Zdětína měli v erbu dvě spojené železné rukavice a v klenotu helm s obrněnou rukou. 